# 島津忠朗
島津 忠朗（しまづ ただあき、元和2年11月7日（1616年12月15日） - 延宝4年2月16日（1676年3月30日））は、江戸時代前期の薩摩藩士、加治木島津家初代当主。
父は薩摩藩主島津家久。母は鎌田政重の娘。兄弟は島津光久、禰寝重永。正室は島津忠栄の娘。子は島津久薫。通称は兵庫頭、又八郎。初名は忠平、忠明。

## 略歴
元和2年（1616年）11月7日、島津家久の三男として生まれる。元和5年（1619年）、家久に伴われて京に上り、二条城で将軍徳川秀忠に拝謁する。江戸に下り幕府の証人を務める。寛永2年（1625年）、帰国する。寛永8年（1631年）、祖父義弘の隠居領の加治木1万石と、義弘付き家臣の加治木衆317家を拝領し、加治木島津家を興す。
寛永13年（1636年）、7800石の加増を受ける。万治2年（1659年）、領内に能仁寺を創建する。延宝4年（1676年）2月16日没。享年61。家督は嫡男久薫が相続した。

## 系譜
- 父：島津家久
- 母：鎌田政重（播磨守）の娘
- 正室：島津忠栄の娘
  - 嫡男：島津久薫